# Monti Hakkōda
I monti Hakkōda (八甲田山系?, Hakkōda-sankei) sono una catena montuosa vulcanica situata a sud della città di Aomori nell'omonima prefettura, che si trova nel nord della regione di Tōhoku in Giappone. La catena è composta da una dozzina di stratovulcani e duomi di lava suddivisi in due sezioni. Il gruppo vulcanico a nord si è formato attorno ad una caldera larga circa 8 km e risalente al Pleistocene. Il gruppo più a sud è costituito da una formazione vulcanica precedente, già presente nella caldera.

## Descrizione
La vetta più alta della catena è il Monte Ōdake, che può essere scalato in circa quattro ore partendo da Sukayu Onsen. Le abbondanti nevicate rendono i monti Hakkōda una meta ambita dagli sciatori, sono inoltre presenti due rifugi dove gli escursionisti possono passare la notte. Sui pendii più bassi delle montagne si alternano boschi e brughiere. Sopra i 1300 metri inizia la zona a clima alpino.
I monti Hakkōda, insieme al lago Towada e alla valle Oirase, fanno parte del parco nazionale di Towada-Hachimantai.

## Geografia

### Vette principali

#### Gruppo a Nord
| No. | Image | Monte              | Altezza | Nota | Giapponese |
| --- | ----- | ------------------ | ------- | ---- | ---------- |
| 1   |       | Monte Ōdake        | 1585 m  |      | 大岳       |
| 2   |       | Monte Takada-Ōdake | 1552 m  |      | 高田大岳   |
| 3   |       | Monte Idodake      | 1537 m  |      | 井戸岳     |
| 4   |       | Monte Kodake       | 1478 m  |      | 小岳       |

#### Gruppo a Sud
| No. | Image | Monte           | Altezza | Nota | Giapponese |
| --- | ----- | --------------- | ------- | ---- | ---------- |
| 1   |       | Monte Kamidake  | 1516 m  |      | 上岳       |
| 2   |       | Monte Shimodake | 1342 m  |      | 下岳       |

### Paludi
I monti Hakkōda sono famosi per la presenza di zone umide ad alta quota:
- Paludi Sennin (仙人岱)
- Paludi Kenashi (毛無岱)
- Palude Tamo (田茂萢)
- Lago Suiren (睡蓮沼)
- Palude Tashiro Plateau (田代平湿原)